# Noraly Schoenmaker
 (mai 2024).
Noraly Schoenmaker connue sous le nom de Itchy Boots est une motarde néerlandaise, youtubeuse connue par ses chaines sur les réseaux sociaux où elle partage ses expéditions sur les routes du monde.

## Biographie

### Origine et débuts
Noraly Schoenmaker est née le 30 juin 1987 à Nieuwerkerk, Netherlandsen Hollande et s'exprime couramment en anglais, espagnol et assez bien dans les langues officielles des pays qu'elle traverse,,. Elle a passé 2 années peu après ses 20 ans à parcourir le monde. Elle découvre sa passion des voyages dans l'Himalaya, y achète une moto et commence un parcours en Asie. Elle retourne en Hollande avec l'idée d'épargner pour repartir.

### Parcours
Noraly Schoenmaker abandonne sa carrière  après 5 ans d'épargne pour poursuivre son rêve de parcourir le monde. Elle a plus de 130 000 km à son compteur,,,. En 2024, elle refait une expédition à moto par laquelle elle parcoure la côte africaine d'ouest vers le sud et l'est. Elle est victime d'une chute en Tanzanie qui interrompt son expédition,.
Elle est auteure du livre ''Keerpunt'' paru le 11 juin 2024.